# Hospital III EsSalud Chimbote
El Hospital III de EsSalud Chimbote es un hospital ubicado en la ciudad de Chimbote, Provincia del Santa, Perú; puesto en funcionamiento el 13 de julio de 1963, entonces denominado Hospital Obrero de Chimbote. El 28 de abril del año 2022 el Dr. Ricardo Loje Cantinett fue nombrado como el nuevo director del Hospital III de EsSalud Chimbote.
Debido a la pandemia el Hospital III de EsSalud Chimbote estuvo brindando atención médica a través de tele consultas y modalidad mixta (presencial y tele consulta) durante los años 2020 y 2021. Sin embargo a comienzos del año 2022 hubo un aumento de aproximadamente 60% en la atención presencial debido a la reapertura de diversas especialidades. Según indicó el jefe de la Oficina de Admisión del hospital, Dr. Rubén García Yataco, fue con el fin de satisfacer la demanda de los asegurados.
Los consultorios que atienden de manera presencial son: otorrinolaringología, urología, cardiología, reumatología, endocrinología, traumatología, neumología, ginecología, cirugía general, oftalmología, cirugía pediátrica, medicina física, medicina interna y medicina complementaria.